# DNase footprinting assay
DNase footprinting assay er en DNA footprinting-metode anvendt i biokemi og bioteknologi til at identificere beliggenheden af et bindingssted for en ligand (f.eks. et protein) på et stykke undersøgt DNA. Metoden baserer på elektroforese af et radioaktivt mærket DNA behandlet med deoxyribonuklease (DNase). og er udviklet af David Galas og Albert Schmitz i 1977.

## Metode
For at identificere bindingsstedet for en ligand markeres DNA radioaktivt, f.eks. med en 5'-primer indeholdende en radioaktiv isotop af fosfor, 32P. DNA'et kan så amplificeres ved PCR, således at der opnås en mængde DNA, der vil kunne fremkaldes tydeligt på en fotografisk film efter gelelektroforesen.
Disse amplificerede stykker radioaktivt mærket DNA behandles herefter med en DNase, der fragmenterer DNA'et på tilfældige steder på strengen, dog kun dér, hvor der ikke er bundet nogen ligand, idet denne ligand beskytter mod DNasen. Således vil fås forskellige længder DNA, hvoraf det dog kun er de stykker DNA, der indeholder 5'-enden, der vil kunne fremkaldes, fordi det kun er stykkerne indeholdende 5'-enden, der er radioaktivt mærkede. Dette giver mulighed for at køre en gelelektroforese, der sorterer stykkerne efter længde fra 5'-enden til fragmenteringsstedet.
Ved høje koncentrationer af liganden vil det kunne ses, at visse længder af DNA ikke er blevet fremkaldt, idet disse længder var beskyttet af liganden. Ved at sammenligne, hvilke længder der mangler, med en markør på gelen, hvis længde er kendt, kan det afgøres, hvor på det undersøgte DNA liganden er bundet.
Da ligander begynder at binde til DNA ved en given koncentration kan man ved at anvende forskellige koncentrationer af ligand derudover analysere ligandens affinitet til det givne DNA.